# Солнечный (Каменский муниципальный округ)
Солнечный — посёлок в Каменском районе Свердловской области России, западный пригород Каменска-Уральского. Входит в Каменский муниципальный округ, управляется Покровской сельской администрацией.

## Географическое положение
Посёлок Солнечный расположен на юге Свердловской области, у западной границы города Каменска-Уральского. На юге к посёлку примыкает деревня Кодинка, на северо-востоке — Посёлок Госдороги.

## История
Фактически поселение на данной территории существует с начала 2000-х годов. Однако, официально посёлок образован 1 января 2012 года областным законом № 106-ОЗ. В сентябре 2022 года администрация района в порядке законодательной инициативы направила в Правительство Свердловской области предложение о присвоении населённому пункту наименования «посёлок Солнечный». 25 октября 2022 года предложение администрации Каменского городского округа было одобрено, постановление направлено в Федеральную службу государственной регистрации, кадастра и картографии.
В марте 2023 года наименование было утверждено Правительством РФ.

## Население
По данным 2011 года, в посёлке было зарегистрировано 82 человека.
По данным 2022 года, в посёлке Солнечном было зарегистрировано 350 человек.
| 2022 |
| ---- |
| 350  |

## Инфраструктура
По северной границе посёлка проходит западный выезд из города Каменска-Уральского — дорога к трассе Р-354 (Екатеринбург — Курган). Посёлок газифицирован.
| Список улиц | Список улиц | Список улиц |
| #           | Тип         | Название    |
| ----------- | ----------- | ----------- |
| 1           | улица       | Берёзовая   |
| 2           | улица       | Вишнёвая    |
| 3           | улица       | Грушевая    |
| 4           | улица       | Демидова    |
| 5           | улица       | Зелёная     |
| 6           | улица       | Покровская  |
| 7           | улица       | Родниковая  |
| 8           | улица       | Рябиновая   |
| 9           | улица       | Светлая     |
| 10          | улица       | Сиреневая   |
| 11          | улица       | Цветочная   |
| 12          | улица       | Ясная       |